# 甜与权力
甜与权力：糖在近代历史上的地位（Sweetness and Power: The Place of Sugar in Modern History）是由美国人类学家文思理（Sidney Mintz，1922～2015）在1985年出版的讲解了糖如何从奢侈品转化为日常食用的调味料之过程及其与现代资本主义的联系。是物质文化研究的经典作品。